# Francika
Francika (Fancika; 2. pol. 11. st. — ?, nakon 1134.), peti zagrebački biskup, najvjerojatnije benediktinac, nasljednik Manasesa.

## Životopis
O njegovom podrijetlu postoji više teza (navodi se da je Francuz, Slaven, Saksonac).
Pisani izvor o Franciki govore Felicijanovoj presudi o zemlji Dubravi iz 1134. godine u kojoj se govori o osnutku Zagrebačke biskupije. Prema Georgiu Prayu zagrebačkim biskupom bio je od 1113. godine. Kao biskup spominje se jedino u vezi otimanja biskupskog posjeda Dubrave od plemića Sudenje. Kralj Stjepan je tada odredio da spor riješi ostrogonski nadbiskup Felicijan. Njihov spor riješio je ostrogonski nadbiskup Felicijan u Fancikinu korist. Smatra se da je upravljao Zagrebačkom biskupijom do 1131. godine, kada ga je kralj Bela II. Slijepi premjestio za nadbiskupa u Baču.

## Povezano
- Felicijanova isprava

## Vanjske poveznice
Mrežna mjesta
- Francika (1114. - 1131.), životopis na stranicama Zagrebačke nadbiskupije

| Titule u Katoličkoj Crkvi | Titule u Katoličkoj Crkvi       | Titule u Katoličkoj Crkvi |
| ------------------------- | ------------------------------- | ------------------------- |
| prethodnik Manases        | zagrebački biskup 1116. – 1131. | nasljednik Macilin        |